# Písník U Stýskalu
Písník U Stýskalu o rozloze vodní plochy 0,7 ha je pozůstatkem po těžbě štěrkopísku nalézající se na katastrálním území obce Kunčice asi 0,6 km jihovýchodně od bývalého hospodářského dvora Stýskal založeného v 19. století hrabětem Harrachem, tehdejším vlastníkem panství Hrádek, dnešní chovné stanice plemenných býků firmy Chovservis. Písník je v současnosti součástí jezdeckého areálu.

## Galerie

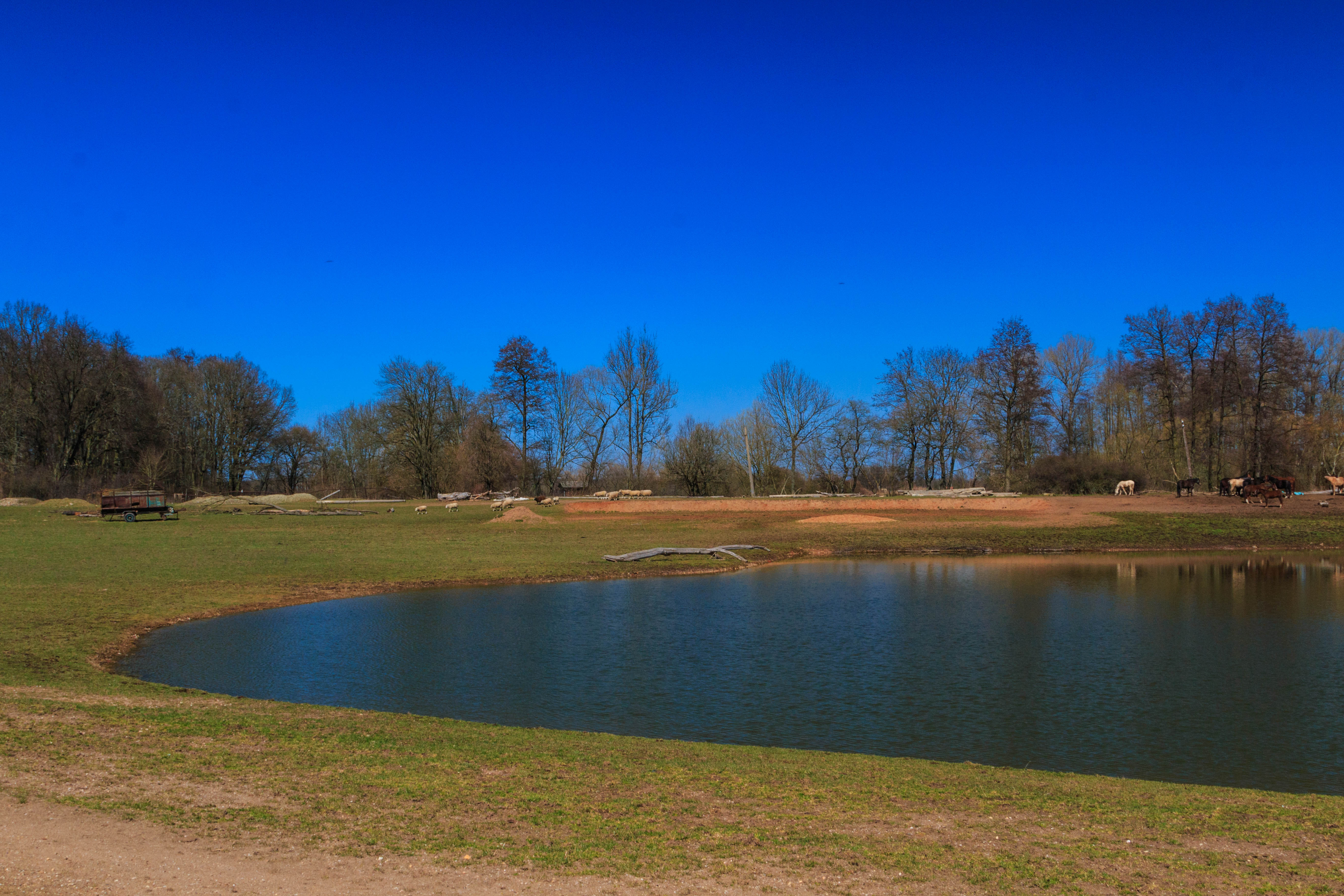
pohled na písník u Stýskalu
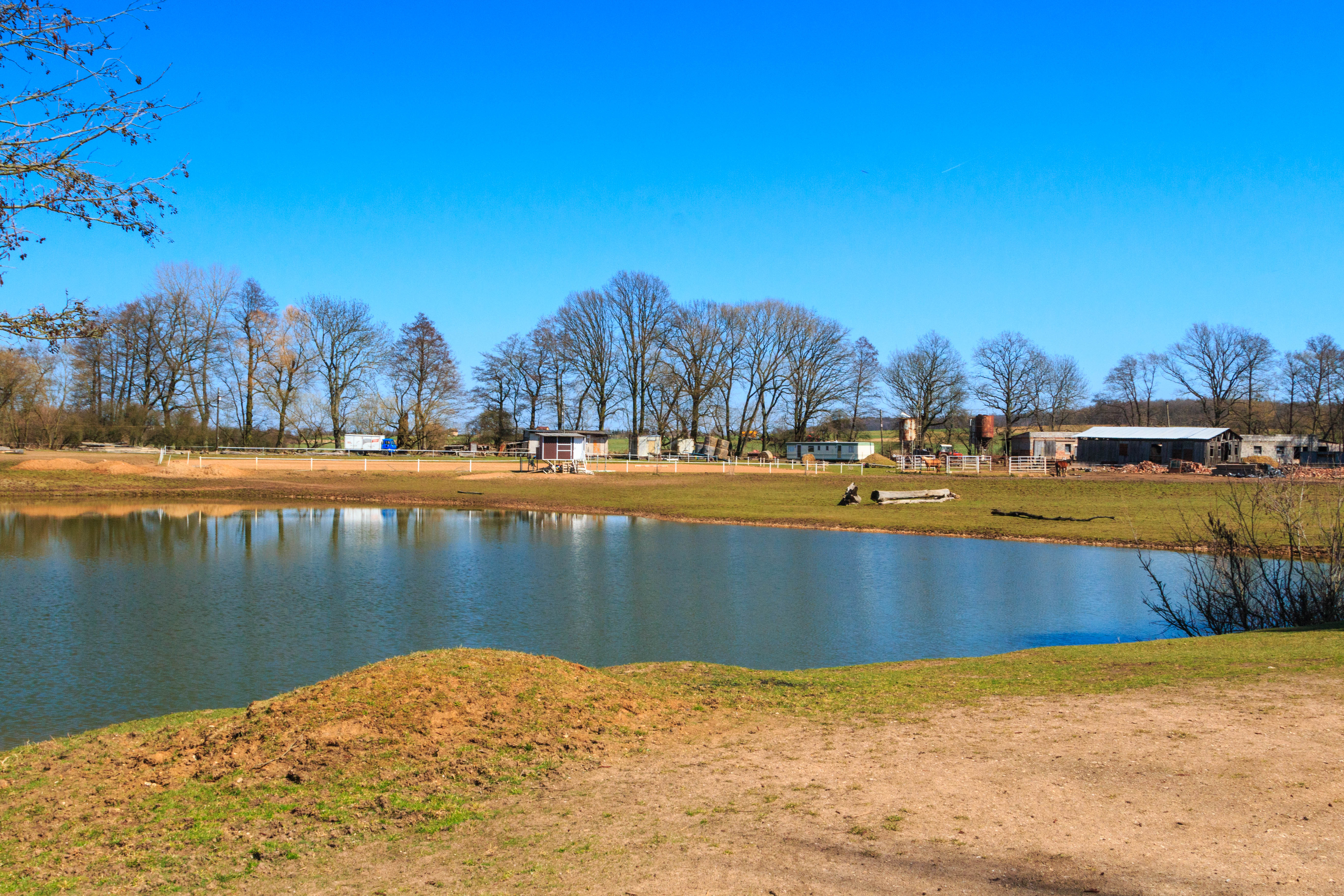
pohled na písník u Stýskalu